# زيتا فونكينهاوسر
زيتا فونكينهاوسر (بالألمانية: Zita Funkenhauser)‏ (و. 1966  م) هي مبارزة بالسيف ألمانية، ولدت في ساتو ماري، شاركت في الألعاب الأولمبية الصيفية 1992، والألعاب الأولمبية الصيفية 1988، والألعاب الأولمبية الصيفية 1984.

## روابط خارجية
- زيتا فونكينهاوسر على موقع أوليمبيديا (الإنجليزية)